# Pistola ad acqua

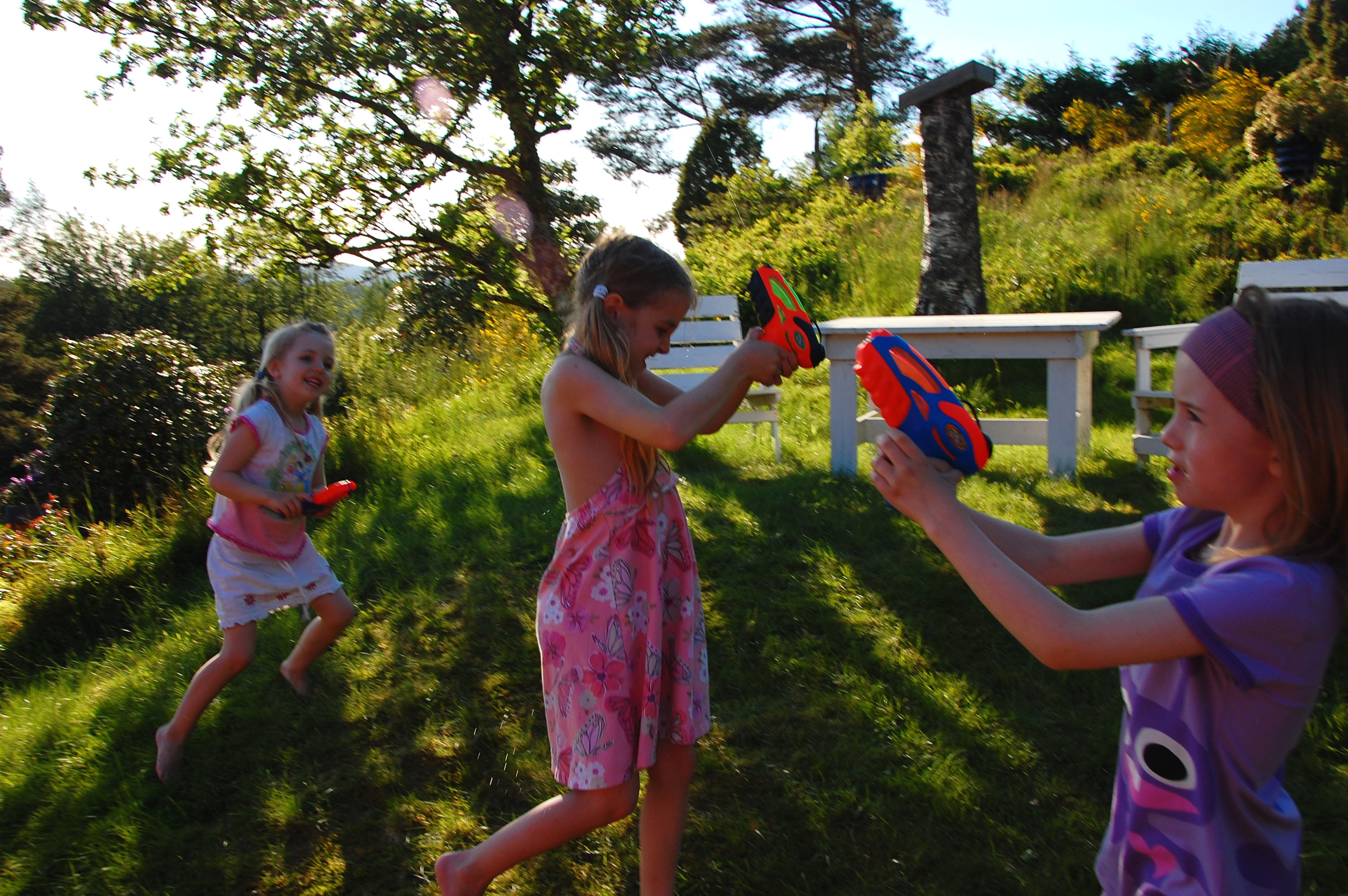
Alcuni bambini giocano con delle pistole ad acqua.

La pistola ad acqua è un giocattolo concepito per sparare acqua. Sfrutta solitamente un meccanismo a pressione che si attiva premendo il grilletto dell'arma.

## Storia
La prima pistola ad acqua venne inventata da Russell Parker nel 1896 con il nome "Liquid pistol". A partire dagli anni sessanta, le pistole ad acqua vennero commercializzate su più vasta scala grazie alla diffusione della plastica. Nel 1982 l'inventore Lonnie Johnson inventò l'influentissimo modello "Super Soaker" (conosciuto in Italia con il nome di Super Liquidator). Munito di un grande serbatoio incorporato, venne immesso nel mercato solo durante i primi anni novanta. Poco tempo prima, nel 1985, Alan Amron aveva intanto concepito la prima pistola ad acqua munita di un motore elettrico in grado di potenziare il getto.